# Demagogie
Demagogia (din termenii grecești δῆμος (dēmos) „popor” și ἄγω (ago) „a conduce”) este o atitudine și strategie politică de manipulare a maselor prin apelul la prejudecăți, emoții, temeri și speranțe sau prin intermediul unui discurs lingușitor.
Discursul demagogului iese din domeniul rațional și este orientat către instinctele, frustrările și temerile poporului. În plus, el încearcă să obțină satisfacerea imediată (formală) a celor mai evidente așteptări sau dorințe ale publicului țintă, fără a căuta interesul general, cu scopul de a obține aprobarea și de a câștiga sprijin.
Argumentația demagogică trebuie să fie simplă, chiar simplistă, pentru a putea fi înțeleasă și însușită de publicul căreia i se adresează. Ea face adeseori apel la comoditatea intelectuală, realizând analize și propunând soluții evidente, fără o doză (necesară și suficientă) de imaginație.
În secolul al XXI-lea termenul „demagogie” este perceput ca având o conotație peiorativă, diferită de sensul etimologic al cuvântului grecesc: „cel care educă, care conduce poporul”.
În istoria doctrinelor politice se consideră că filozoful Aristotel a fost primul care a definit demagogia, considerând-o ca fiind „forma coruptă sau degenerată a democrației”, adică o abatere de la „guvernarea constituțională”. Cel care manipulează masele sau anumite grupuri își folosește puterea, de fapt, pentru atingerea propriului său interes, în loc să urmărească satisfacerea interesului public. Astfel, se realizează o guvernare „deviată”, opusă guvernării „drepte”.
Confundată adesea cu „populismul”, care semnifică, de asemenea, o atitudine de manipulare a poporului, demagogia se deosebește de acest termen prin faptul că presupune transmiterea către oameni a mesajelor pe care aceștia își doresc să le audă, în timp ce populismul presupune satisfacerea doleanțelor opiniei publice în detrimentul intereselor sale reale.

## Vezi și
- Limbă de lemn
- Populism